# Bielawa (dopływ Stoły)
Bielawa (Małokrzywa) – struga, prawostronny dopływ Stoły o długości 9,01 km.
Płynie w powiecie tarnogórskim, w gminie Tworóg. Rozpoczyna swój bieg w Mikołesce, następnie przepływa przez Lasy Lublinieckie w pobliżu Nowej Wsi Tworoskiej i Tworoga, by w Kotach wpaść do Stoły.
Bielawa przecina drogę krajową nr 11 oraz drogę wojewódzką nr 907.